# Sahara (Slash)
Sahara è un singolo del chitarrista statunitense Slash, pubblicato l'11 novembre 2009 come primo estratto dal primo album in studio Slash.

## Descrizione
Prima pubblicazione solista di Slash, Sahara ha visto la partecipazione vocale del cantante giapponese Koshi Inaba dei B'z. Il brano è stato successivamente incluso nella lista tracce dell'edizione giapponese di Slash, per poi venire inserito anche nell'edizione deluxe del suddetto album.

## Tracce
CD singolo (Giappone), download digitale (Giappone)
1. Sahara (featuring Koshi Inaba) – 3:56 (Saul Hudson, Koshi Inaba)
2. Paradise City (featuring Fergie and Cypress Hill) – 5:12 (Guns N' Roses) – originariamente interpretata dai Guns N' Roses

## Formazione
- Slash – chitarra
- Koshi Inaba – voce
- Chris Chaney – basso
- Josh Freese – batteria
- Leonard Castro – percussioni

## Classifiche
| Classifica (2009) | Posizione massima |
| ----------------- | ----------------- |
| Giappone          | 6                 |